# Hacemos Córdoba
Hacemos Córdoba es una confluencia de partidos políticos de izquierda en la ciudad andaluza de Córdoba para las elecciones municipales del 28 de mayo de 2023. La coalición está conformada por Izquierda Unida, Podemos, Más País, Alianza Verde, Iniciativa del Pueblo Andaluz y Verdes Equo. Fue presentada públicamente el día 5 de febrero de 2023, en un acto celebrado para los medios de comunicación en la Plaza de la Corredera y en el que sus portavoces anunciaron que Juan Hidalgo encabezaría la candidatura a la Alcaldía. En virtud del acuerdo alcanzado, el número dos y tres de la candidatura lo ocupan Carmen García (Podemos) e Irene Ruiz (IU).

## Candidatura a la Alcaldía
Juan Hidalgo (Córdoba, 1975) es un activista y actual secretario político del Partido Comunista de España en Córdoba. Fue concejal delegado de Servicios Sociales y Cooperación en el Ayuntamiento de Córdoba durante el mandado 2015-2019, tras la dimisión de Rafael del Castillo. Es diplomado en magisterio en la especialidad de educación física en la Escuela Normal de Magisterio de Córdoba. Vinculado a causas sociales, es un activista de la solidaridad internacional, especialmente con Palestina. Ha sido miembro de la plataforma «Córdoba con Palestina».
La candidatura completa es:
1. Juan Hidalgo Hernandez
2. Carmen Garcia Ballesteros
3. Irene Ruiz Membrilla
4. Iván Fernández Olivares
5. Jose Carlos Ruiz Morales
6. Mercedes Muñoz Casado
7. Ramón Fernandez Barba
8. Fernando Fuentes Guerra Soldevilla
9. Lola Alcaide Arranz
10. Rocío Cruz Gomez
11. José García León
12. Victoria Paniagua Amo
13. Emilia Pirvu
14. Laura Llorca
15. Antonio De La Rosa Pareja
16. Amalia Pedraza Pascual
17. Laura Candón Romero
18. Pepe Moñino
19. Ana Naranjo Sánchez
20. Francisco Manuel López Morales
21. Francisco Javier Viana Moreno
22. Raquel Arranz Parejo
23. Francisco Manuel Romero Pérez
24. Dolores Ventura Sánchez
25. Maria Jesús Marín Monje
26. Fernando Leiva Cepas
27. Iratxe Fernández Olivares
28. Alicia Garzón Ariza
29. Pepe Larios Martón

El 28 de diciembre del 2023 la número dos en el Ayuntamiento, Carmen García, dimitió. Su acta fue ocupada por el número cinco de la candidatura, José Carlos Ruiz. En la actualidad el grupo municipal está formado por: Juan Hidalgo (IU), Irene Ruiz (IU), Iván Fernández (Podemos) y José Carlos Ruiz (IU).

## Propuestas
Hacemos Córdoba se presenta a las elecciones como una opción política para llevar a cabo un "cambio de modelo productivo" que vaya más allá del turismo y la hostelería y señala la “cultura, el deporte o la Base Logística” como oportunidades para el “desarrollo económico y social de la ciudad”. Asimismo, han mostrado compromiso con impulsar el empleo y la vivienda para jóvenes.
La candidatura trabaja en un programa político elaborado de forma participativa basado en siete ejes programáticos: Economía, Cultura y Deporte, Social, Feminismo, Ambiental, Memoria y Urbanismo.